# Chiesa di Santa Maria Assunta (Sagogn)
La chiesa di Santa Maria Assunta (in romancio baselgia catolica Sontga Maria, in tedesco Katholische Kirche Mariä Himmelfahrt) è il principale luogo di culto cattolico di Sagogn, comune svizzero nel Canton Grigioni e nella diocesi di Coira.
Il campanile gotico della chiesa di Santa Maria è stato costruito nel 1449, come è indicato alla torre. Gli storici concordano comunque nell'affermare che le fondamenta della chiesa risalgono al V secolo e che l'edificio sacro rappresenta dunque uno dei primi esempi di cristianizzazione della regione. I dipinti sul soffitto, fatto intorno 1640, sono da attribuire a Giovanni Battista Macholino. Tra il 1987 ed il 1990 la chiesa venne completamente restaurata ed è oggi monumento storico nazionale.